# Wolność albo śmierć
Wolność albo śmierć (tyt.oryg. Liri a vdekje) – albański film fabularny z roku 1979 w reżyserii Kristaqa Mitro i Ibrahima Muçaja, na podstawie powieści Sterjo Spasse - Ja vdekje, ja liri.

## Opis fabuły
Akcja filmu rozgrywa się w latach 1910-1911, w okresie powstań narodowych. Przywódcy albańskiego komitetu narodowego: Çerçiz Topulli, Mihal Grameno i Hajredin Tremishti przybywają do wsi, w której zamordowano lokalnego urzędnika tureckiego z Gjirokastry. W ramach represji oddziały tureckie wkraczają do południowej Albanii spotykając się z oporem ze strony albańskich partyzantów. Ofiarą wojsk tureckich pada nauczyciel Hysen, który uczy potajemnie dzieci języka albańskiego.
Film realizowano w Gjirokastrze. W roli statystów wystąpili żołnierze z jednostki stacjonującej w Gjirokastrze.

## Obsada
- Timo Flloko jako Çerçiz Topulli
- Gjergji Lala jako Mihal Grameno
- Nikolla Lambro jako Mitro Zemani
- Kadri Roshi jako Hysen
- Fane Bita jako Hito Lekdushi
- Kastriot Çaushi jako Hajredin Tremishti
- Ilia Shyti jako Çilja
- Bujar Asqeriu jako Muzaka
- Marta Burda jako matka Muzaki
- Pandi Raidhi jako Çarçani
- Reshat Arbana jako Bimbashi
- Edmond Tare jako sheh Nexhip
- Elvira Diamanti jako żona Çerçiza Topullego
- Sotiraq Bratko jako Latif aga
- Jorgaq Tushe jako Taxhim Ymeri
- Viktor Çaro jako Idriz Guri
- Ludmilla Demiraqi jako córka Çerçiza
- Ardian Laze jako syn Çerçiza
- Liza Laska jako Vaso, matka Çerçiza
- Adem Gjyzeli jako imam Abaz
- Kastriot Çollaku jako Idriz Gjakova
- Irakli Lefteri jako Asllan
- Teuta Keçi
- Tomor Bendo
- Teli Stefani

## Nagrody i wyróżnienia
Na IV Festiwalu Filmu Albańskiego w Tiranie Kadri Roshi i Gjergji Lala zostali wyróżnieni nagrodami za role w filmie.